# Гродненский государственный историко-археологический музей
Гродненский государственный историко-археологический музей — музей в Гродно, расположенный в корпусах Старого и Нового замков.

## История
Музей был основан в 1920 г. польским и белорусским археологом Ю. Иодковским, в 1922 г. открыт для посетителей. Через два года магистрат передал музею помещения Старого замка, построенного во 2-й половине XVI в. для короля Стефана Батория. Здесь, на Замковой горе, в историческом центре города хранителем музея Ю. Ядковским в ходе археологических раскопок были открыты руины каменных построек XII—XVII вв. В 1990 г. музею передан Новый замок, а затем дом мастера — типовой жилой дом второй половины XVIII в.
Экспозиция занимает 30 залов, в которых для обозрения выставлено свыше 8 тысяч экспонатов. Основная часть экспозиции размещена во дворце Старого замка — отделы археологии, истории и природы края. На Замковой горе можно посетить археологический раскоп с руинами Нижней церкви — памятника гродненской архитектурной школы XII в. В Новом замке действуют экспозиции «Новый замок. События и судьба», «Сохранённые ценности», «Удивительный мир природы», «Оружие минувших столетий», которые демонстрируют наиболее ценные коллекции музея. Музей истории Городницы посвящён реформаторской деятельности подскарбия надворного ВКЛ Антония Тызенгауза в Гродно.
Ежегодно музей посещают свыше 150 тысяч человек, проводится более 2 тысяч экскурсий. Основной фонд содержит около 190 000 предметов. В составе музейного собрания богатые археологические коллекции, документы и старопечатные издания. В числе наиболее ценных предметов инкунабулы, палеотипы, документы XVI—XVIII столетий. Нумизматическая коллекция включает свыше 30 тысяч монет ВКЛ и Речи Посполитой, Венгрии, Швеции, России. В художественных коллекциях — западноевропейская графика XVII—XX столетий, медное литьё XVI—XIX веков. Значительный интерес представляет собрание оружия и военного снаряжения X—XX веков.
Проводятся обзорные и тематические экскурсии, осуществляются музейно-образовательные программы «Музей школе», «Гродноведение», «Музейные истории для самых маленьких». Они дают представление об основных моментах истории Гродно, развитии культуры и искусства Беларуси, знакомят с животным и растительным миром основных природных ландшафтов Гродненской области и различных природных зон и географических областей Земли.

Старинное стекло в экспозиции музея
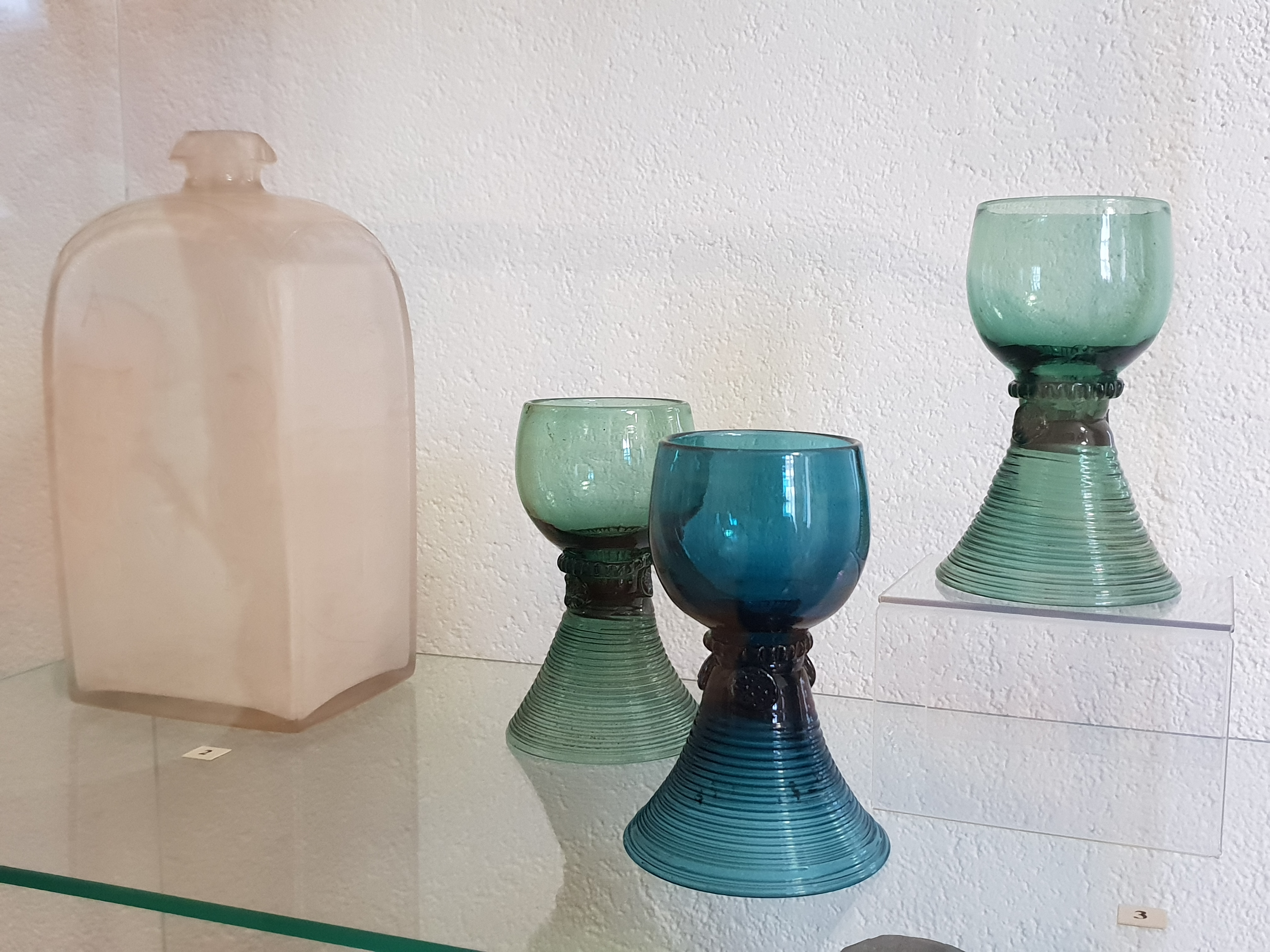
Штоф Уречско-Налибокской мануфактуры и рёмеры стеклозавода Антония Тизенгауза в Гродно.
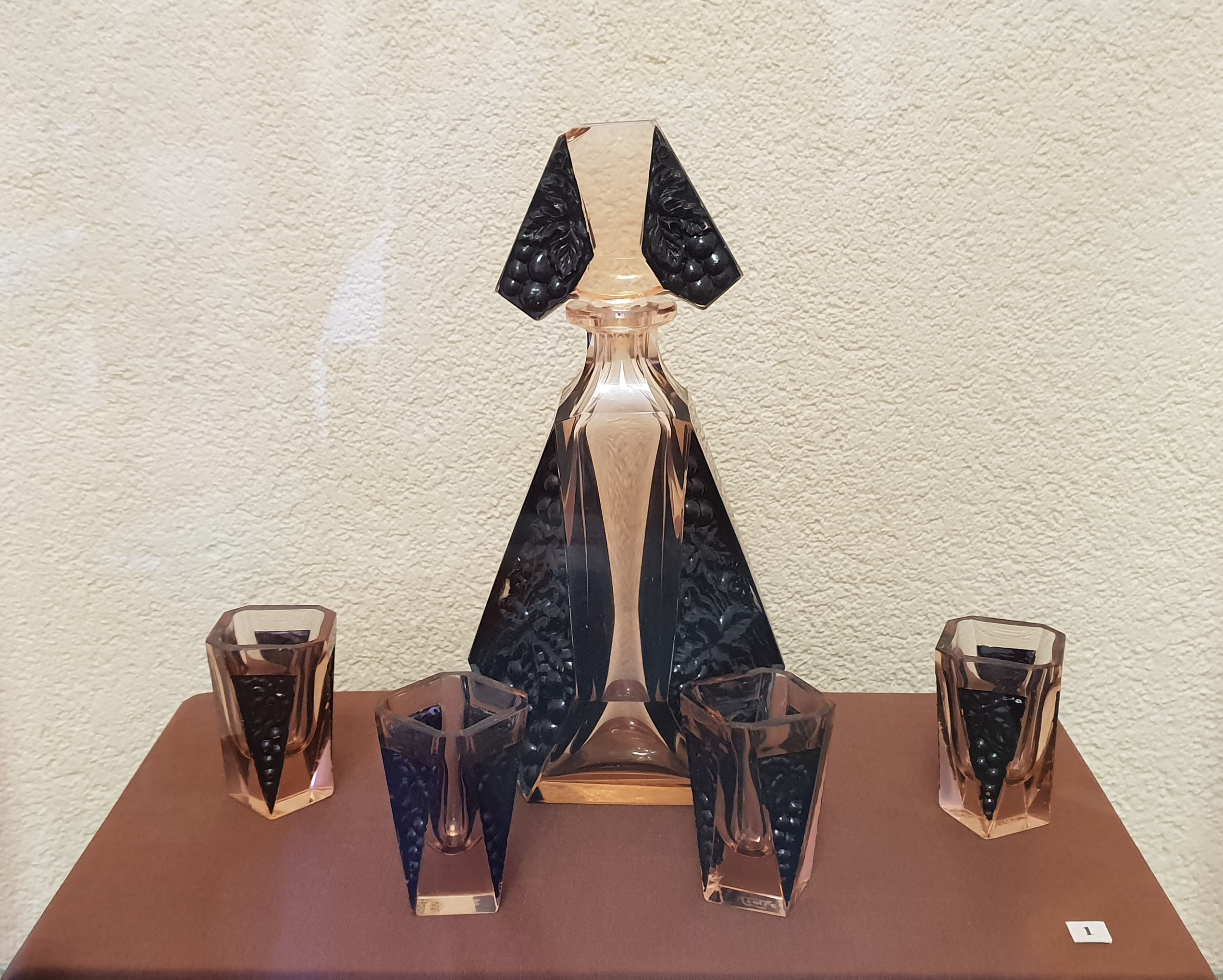
Набор для ликёра гуты Юлиуса Столле «Нёман», 1910 — 1939 гг.
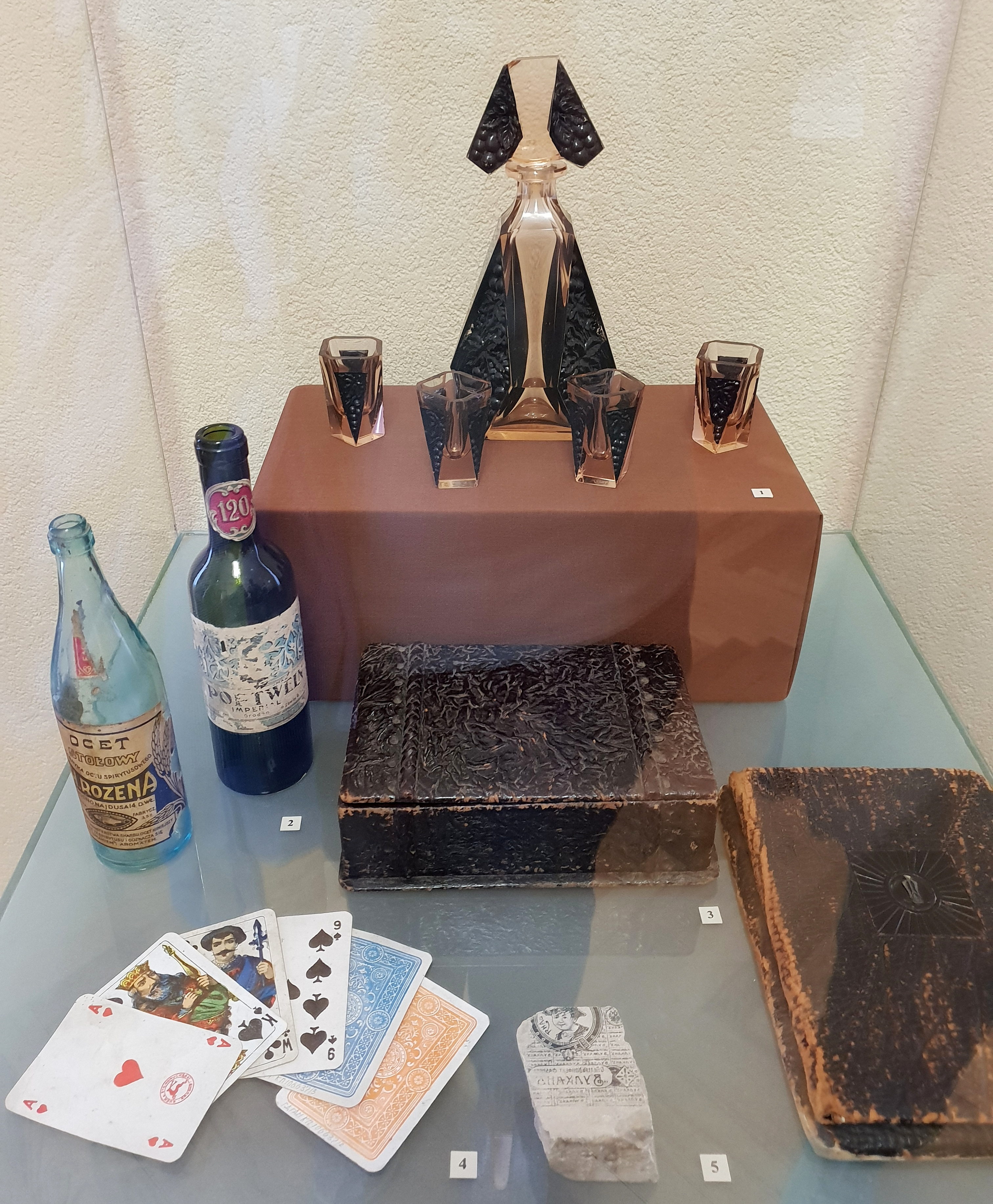
Старинное стекло Гродненского региона.
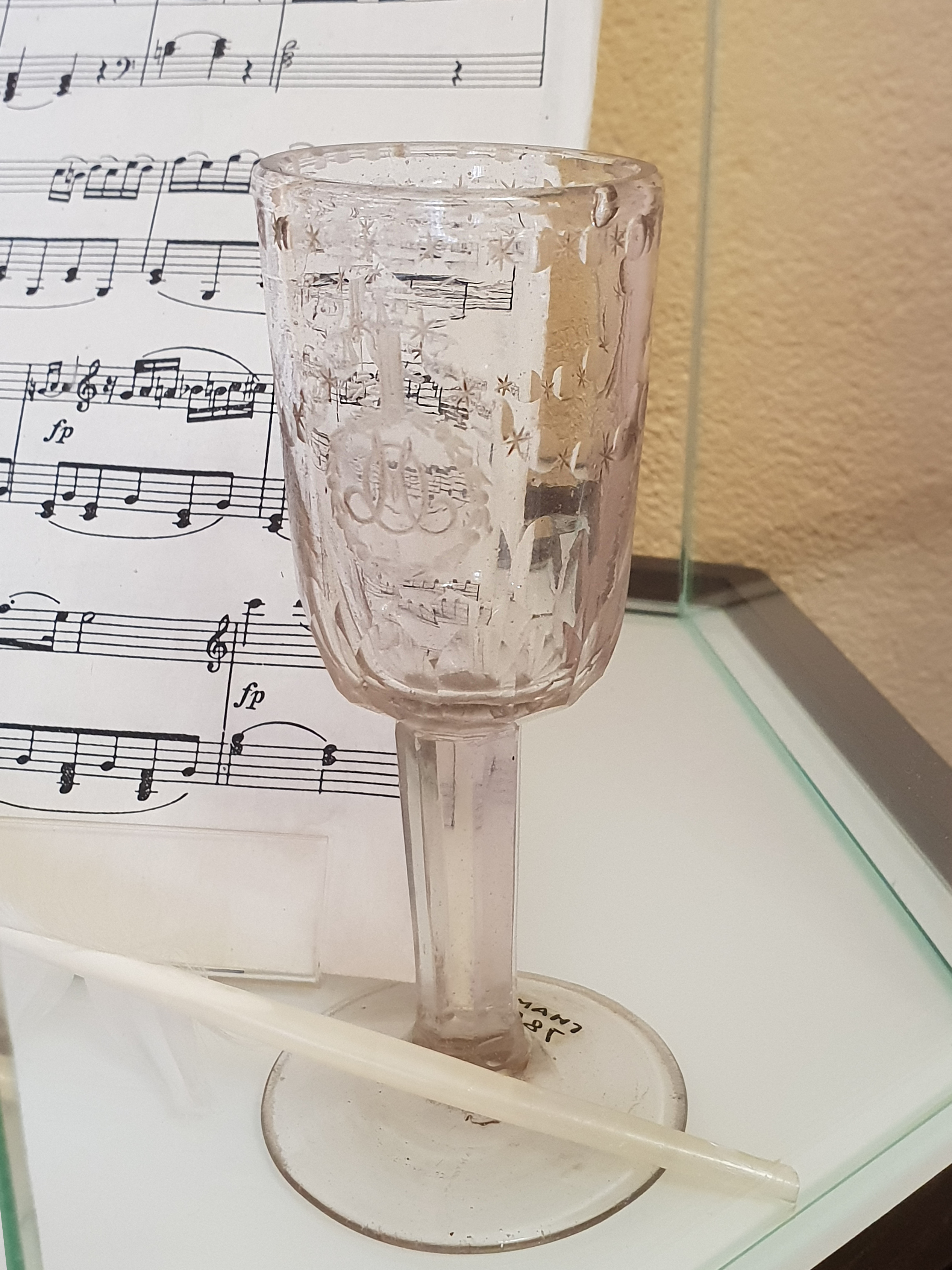
Рюмка Михала Клеофаса Огинского, стеклозавод Уречье, XVIII век.
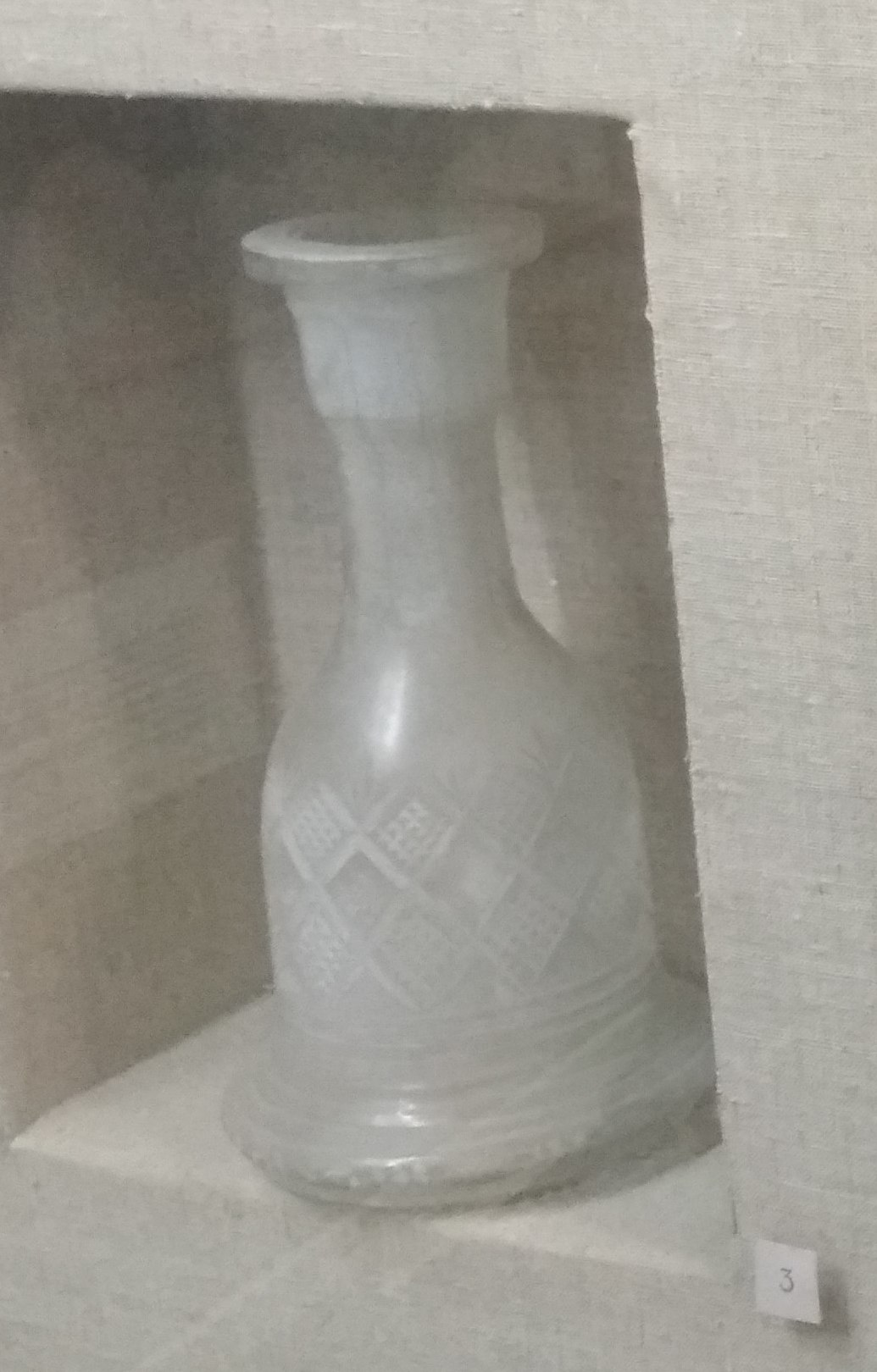
Кальянная колба Уречско-Налибокской мануфактуры мануфактуры, XVIII век.
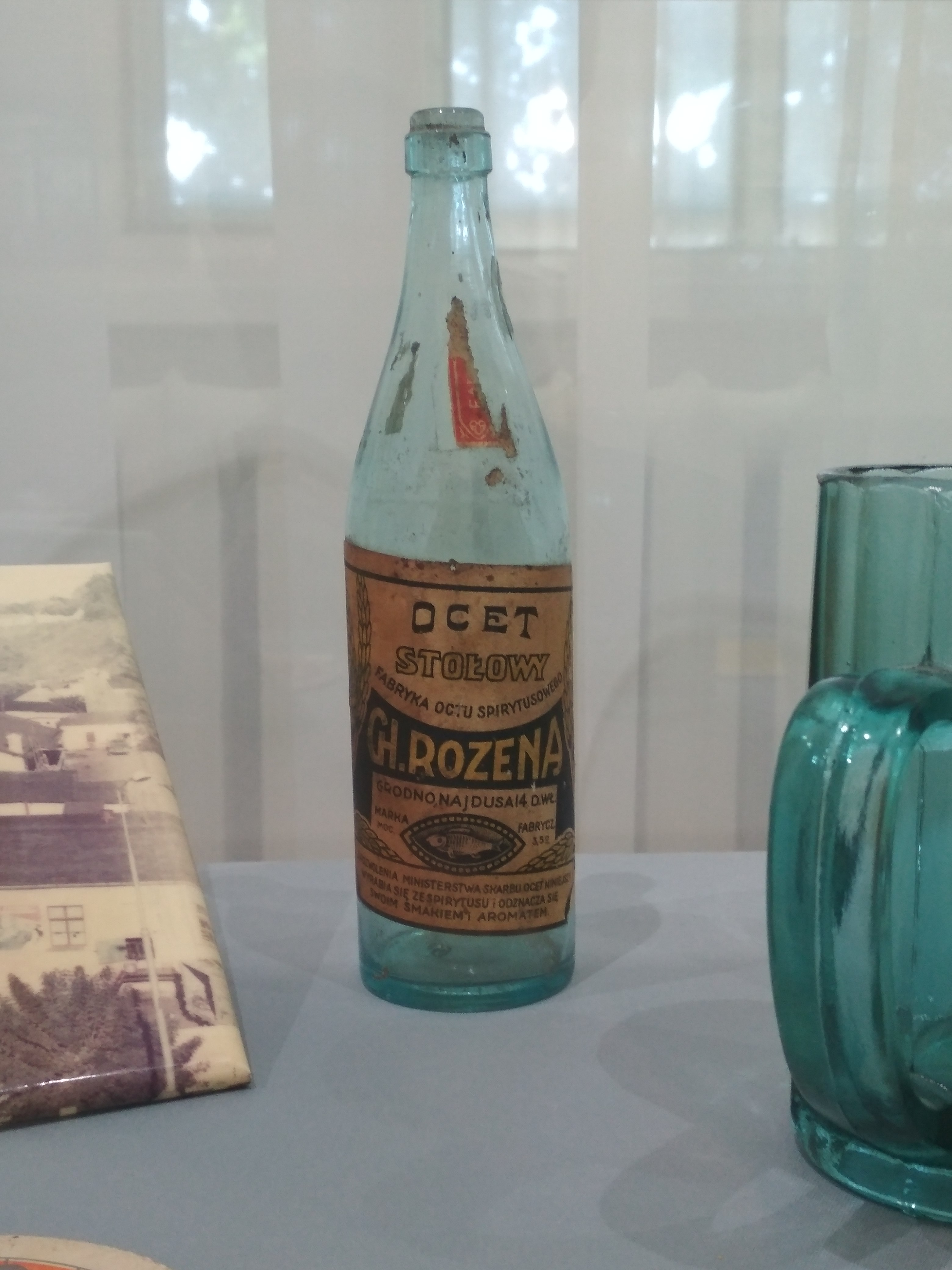

## Награды
- Почётная грамота Совета Министров Республики Беларусь (24 июля 2000 года) — за значительный вклад в сохранение историко-культурного наследия белорусского народа[1].
- Дипломант XXI Республиканского туристического конкурса «Познай Беларусь» в номинации «Музей года» — подноминация «Республиканские/областные (включая минские городские) музеи» (15 декабря 2023 года)[2].